# Éclipse solaire du 11 août 2018
L'éclipse solaire du 11 août 2018 est la 13e éclipse partielle du XXIe siècle. 

## Zone de visibilité

Carte animée de l'éclipse du 11 août 2018.

L'éclipse est visible dans le nord de l'Europe et de l'Asie.

## Galerie

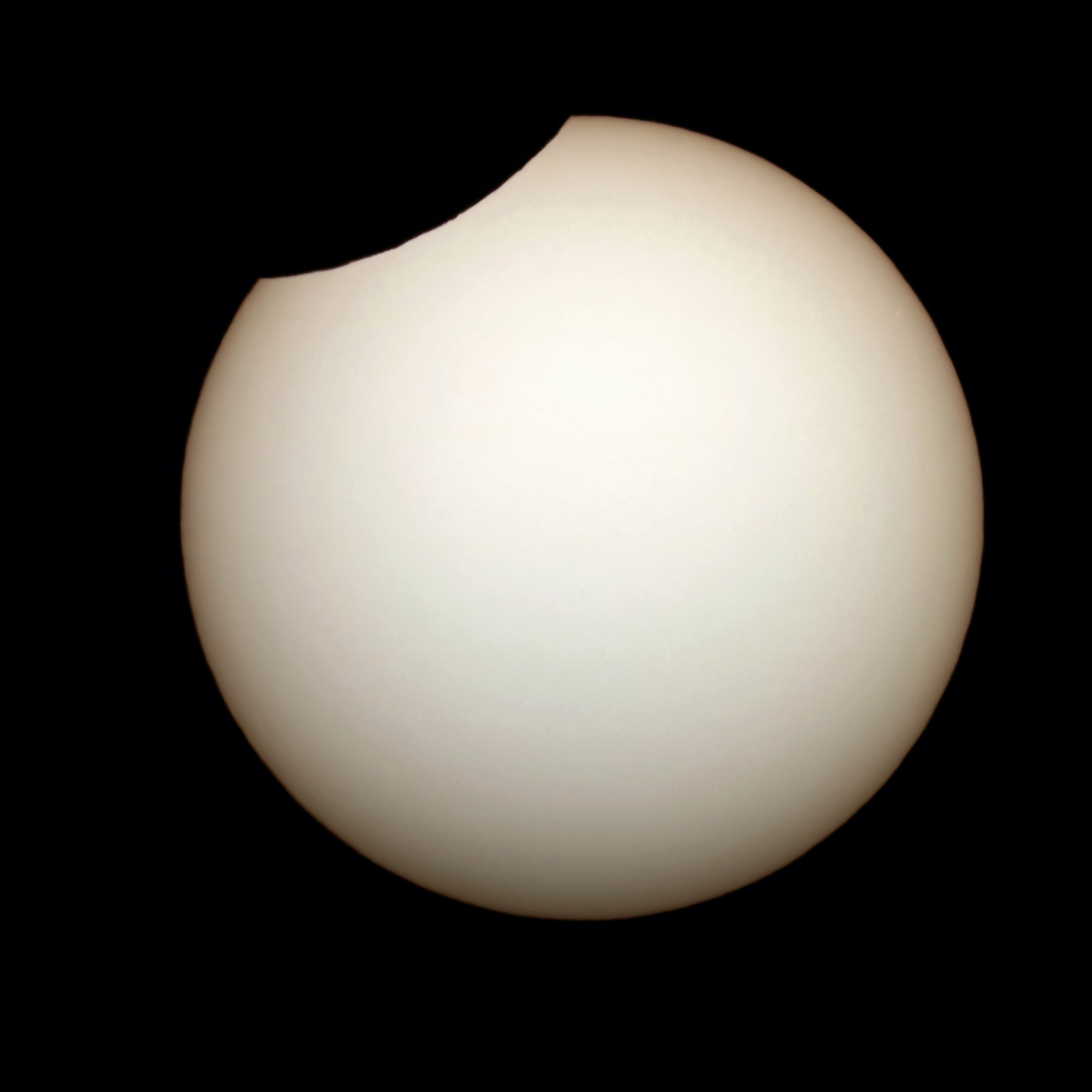
L'éclipse vue de Huittinen, Finlande.
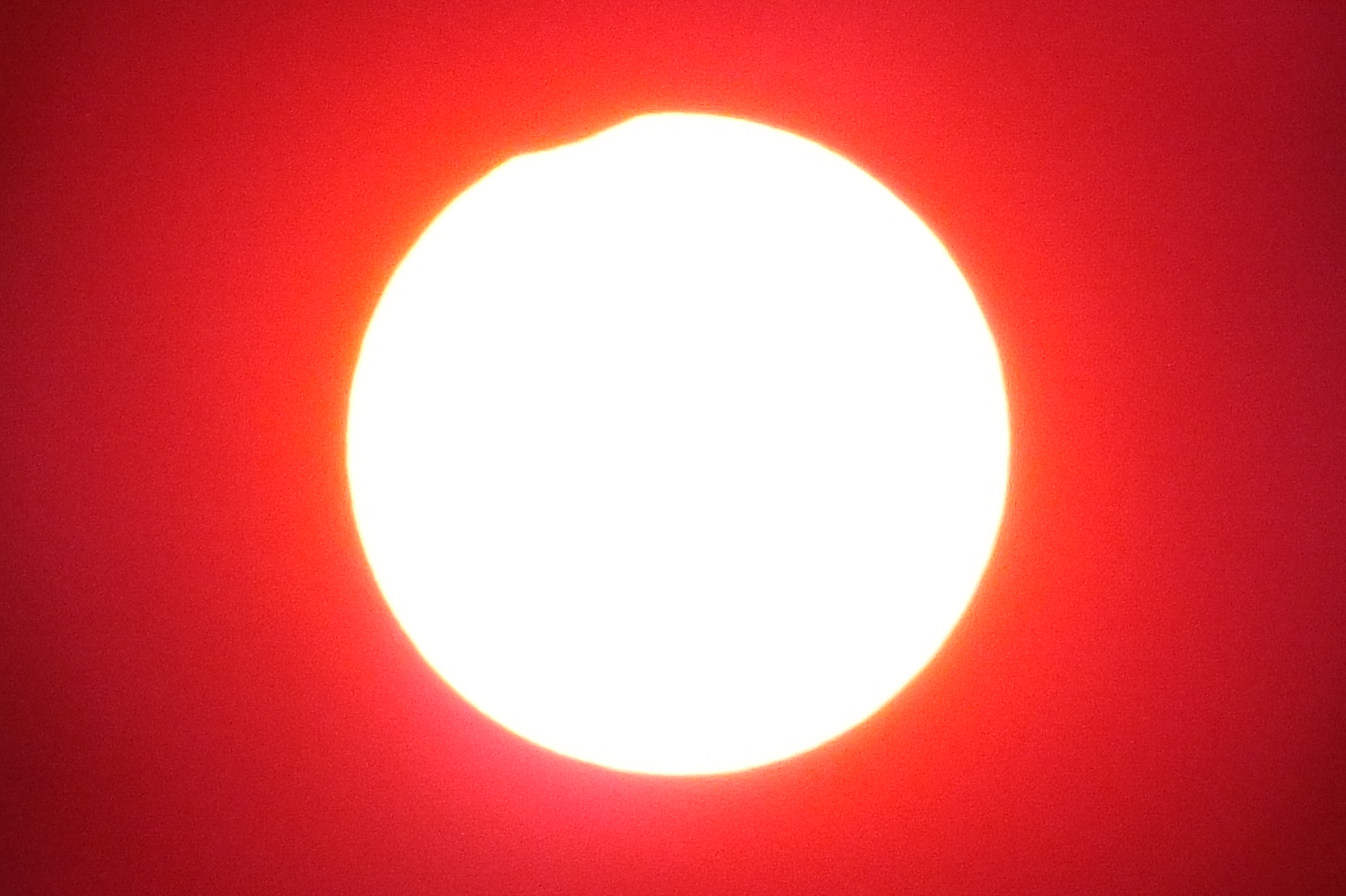
L'éclipse vue de Moscou, Russie.
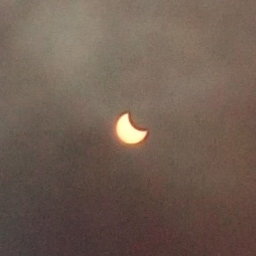
L'éclipse vue de Baleï, Kraï de Transbaïkalie, Russie.